# فرودگاه کرته
فرودگاه کرته (به انگلیسی: Kerteh Airport) (به زبان بومی: Lapangan Terbang Kerteh) یک فرودگاه با کد یاتا KTE است که یک باند فرود آسفالت دارد و طول باند آن ۱۳۵۵ متر است. این فرودگاه در کشور مالزی قرار دارد و در ارتفاع ۵ متری از سطح دریا واقع شده است.

## شرکت‌های هواپیمایی و مقصدهای پروازی
| شرکت‌های هواپیمایی | مقصدهای پروازی      |
| ----------------- | ------------------- |
| مالیندو ایر       | سلطان عبدالعزیز شاه |